# Mannina
Mannina é um género de traça pertencente à família Arctiidae.